# کیرکشلاگ بای لینتس
کیرکشلاگ بای لینتس (به آلمانی: Kirchschlag bei Linz) یک منطقهٔ مسکونی در اتریش است که در ناحیه اورفار اومگبونگ واقع شده‌است. کیرکشلاگ بای لینتس ۱۷ کیلومتر مربع مساحت دارد ۸۹۶ متر بالاتر از سطح دریا واقع شده‌است.